# Game Over (bande dessinée)
Pour les articles homonymes, voir Game Over.
 (octobre 2011).
Si vous disposez d'ouvrages ou d'articles de référence ou si vous connaissez des sites web de qualité traitant du thème abordé ici, merci de compléter l'article en donnant les références utiles à sa vérifiabilité et en les liant à la section « Notes et références ».
Game Over est une série de bande dessinée humoristique dérivée de la série Kid Paddle, créée par Midam qui réalise les dessins avec Adam et les scénarios accompagné par une large équipe d'autres scénaristes. La série est colorisée par Angèle.

## Principe
Le héros est le « Petit Barbare », héros du jeu vidéo du même nom. Son objectif est de rejoindre la fin d'un niveau (indiquée par un panneau : EXIT ou sortie dans les épisodes moins récents de Kid Paddle), éventuellement en accompagnant la Princesse, sans qu'aucun des deux ne soit tué.
Chaque mission du petit barbare se termine par une fin tragique : le héros, la Princesse ou les deux sont tués ou plongés dans des pièges sans issue. Les raisons sont variées : piège évident, indications faussement rassurantes, incompréhension du fonctionnement d’un objet magique, stupidité ou orgueil mal placé de la princesse...
Cette bande dessinée est largement motivée par le goût de Midam pour la création de très nombreuses variantes d’un gag déjà utilisé auparavant.
Cette bande dessinée est muette : hormis une onomatopée ou une autre, on ne rencontre pas de texte.

### Lien avecKid Paddle
La bande dessinée Kid Paddle a précédé Game Over. L'immersion du héros dans ses jeux vidéo était déjà un thème majeur de cette BD. Cependant une page de Kid Paddle se déroulant dans les jeux vidéo comporte toujours au moins une case ayant lieu dans le monde réel et peut contenir des dialogues.
Les albums de Game Over sont parfois encadrés par des pages indiquant dans quelles circonstances Kid joue.
L'apparition du spin-off n'empêche pas le maintien de gags de ce type dans la série-mère. On découvre dans le tome 14 que Kid a une BD Game Over dans sa chambre.

### Parodie des jeux vidéo réels
Le titre « Game Over » signifie « Le jeu est fini » en anglais. Cette inscription, qui n'est généralement pas traduite dans les jeux vidéo français, s'affiche lorsque l'on a perdu la partie. Le titre est un rappel des multiples façons de perdre du personnage principal.
Le héros  évolue dans un univers « médiéval fantastique » commun à de nombreux jeux vidéo. On y trouve des monstres appelés Blork très différents les uns des autres, de par leur forme, leurs pouvoirs ou leurs armes, ainsi que différents pièges ou autres éléments dangereux  du décor (rivières d'acides, trappes, itinéraires périlleux contenant lianes, rochers à escalader...). Dans le tome 2, un gag s’inspire du jeu vidéo Tetris.
Tous ces éléments font largement penser aux jeux de fantasy ou RPG. De même que l'arsenal du héros, mélange d'armes médiévales, magiques, parfois même futuristes. Le principe de « sauver la princesse » rappelle Super Mario, Zelda ou Final Fantasy.

## Historique
La création de la série est liée au Magazine Kid Paddle : une planche de la série principale Kid Paddle « ne remplissait pas le magazine », c'est pourquoi la série dérivée Game Over a été créée. Le fait de vendre un album muet a été un pari, mais la série a rencontré le succès.
En 2008, après trois albums parus, Midam ouvre un site web qui propose aux internautes de proposer un scénario pour la bande dessinée. Si celui-ci est retenu, une rémunération forfaitaire de 400 € est prévue.
La série a rencontré le succès commercial et est l'une des BD muettes les plus vendues. Cela peut s'expliquer par les jeunes enfants qui ne savent pas encore lire mais commencent à s'intéresser aux bandes dessinées. L'auteur déplore cependant qu'elle n'est commercialisée que dans quelques pays francophones et en néerlandais alors qu'elle y rencontre le succès et que le coût de traduction est quasi-nul pour une commercialisation dans d'autres pays.

## Personnages
- Si vous ne connaissez pas le sujet, laissez ce bandeau (vous pouvez alors contacter les auteurs).
- Si vous supprimez le contenu mis en cause (vous pouvez préalablement contacter les auteurs),

argumentez précisément cette suppression dans la page de discussion
(un manque de référence n'est pas un argument ; une recherche réelle de référence doit avoir été effectuée, être formellement documentée).
- Le Petit Barbare : personnage malchanceux qui subit souvent le fameux Game Over.
- La Princesse : reprend et exagère le stéréotype de la blonde et celui de la demoiselle en détresse. Commence généralement l'histoire prisonnière, le petit barbare doit la délivrer. Elle rêve de l'épouser. Assez souvent, l'un ou l'autre meurt à cause de sa stupidité. Plus rarement, elle tue le Petit Barbare quand il blesse son orgueil (le plus souvent parce que ses vêtements sont détruits à cause de lui).
- Les Blorks : Les blorks sont dans la BD les monstres hideux que le petit barbare combat. Ils sont la plupart du temps, cruels et affamés poussant le cri de « BLORK » (d'où leur nom). Les Blorks peuvent prendre diverses formes et tailles, mais quelquefois, il y a des créatures tellement difformes que certains peuvent les considérer comme non-Blork. Dans tous les épisodes de Game Over, le héros n'affronte que des créatures. Mais autrefois, dans les premiers épisodes de Kid Paddle, il était confronté a d'autres ennemis, tels que les rats géants ou même des humains. D'ailleurs quelquefois, dans (au moins un) ancien épisode de Kid Paddle, certains sont dits « monstres ». Ils apparaissent également dans l'épisode 1 de Kid Paddle en tant que réveil. En jeu, ils apparaissent dans le même épisode dans le jeu BLORK INVASION.
- Le roi Blork : Il apparaît dans un épisode de Kid Paddle, sans doute en tant que boss final du jeu. Par ailleurs, dans un épisode où Kid se rend dans un magasin, on y découvre Brutor le cruel et sa petite victime, cette dernière étant la Princesse. Il serait alors possible que Brutor soit un antagoniste principal dans l'histoire d'un ou plusieurs jeux. Les boss finaux connus sont appelés des "Monstres de fin de jeu" tels que Pustulator.
- Les Monstres Inconnus : Des tas de monstres ou ennemis apparaissent dans Kid Paddle sans avoir de précisions. Ils sont beaucoup. Il y a : Robotor, Eredodux, Globux (ép'1), Marnage-Man(épisode à vérifier), Pustulator (en orange), Cervelax, Brutor le cruel, Sergent Dégueulis Sulfurique, Doctor Von Unförmlichkeit, Gertrude la plante carnivore, Grégoire Lame de Rasoir, Marcel Cervelle(ép'5), Ordure-Man, Décapitator...
  - Les monstres aide : dans certaines BD il peut y avoir des chauves-souris pour passer au-dessus d'un trou ou d'autres comme Le Petit Barbare qui monte sur un escargot pour aller plus vite ou d'autres aides ironiques.

## Publication

### Albums
1. Blork Raider, 2004, Dupuis  (ISBN 978-2-8001-3592-2). Il est dessiné par Adam et Midam et est scénarisé par Midam et plusieurs autres auteurs. C'est une bande dessinée comique mettant en scène le jeu vidéo appartenant au personnage Kid Paddle.
2. No problemo, 2006, Dupuis  (ISBN 978-2-8001-3695-0), dessiné par Midam et Adam et scénarisé par Midam et Augustin.
3. Gouzi gouzi gouzi, 2008, Dupuis  (ISBN 978-2-8001-4023-0). Les dessins sont de Midam et Adam, les scénarios sont de Midam et Noblet (scénariste de Adostars).
4. Oups !, 2009, Dupuis  (ISBN 978-2-8001-4550-1), contient des scénarios envoyés sur le site Game Over Forever.
5. Walking Blork, 2010, MAD Fabrik,  (ISBN 978-2-9600-9383-4), contient des scénarios envoyés sur le site internet Game Over Forever.
6. Sound of Silence, 2011, MAD Fabrik,  (ISBN 978-2-9306-1805-0), contient des scénarios envoyés sur le site internet Game Over Forever.
7. Only for Your Eyes, 2011, MAD Fabrik.  (ISBN 978-2-9306-1814-2).
8. Cold Case affaires glacées, 2012, MAD Fabrik.  (ISBN 978-2-9306-1825-8).
9. Bomba fatale, 2012, MAD Fabrik.  (ISBN 978-2-9306-1830-2).
10. Watergate, 2013, MAD Fabrik.  (ISBN 978-2-9306-1852-4).
11. Yes, I Can !, novembre 2013, MAD Fabrik.  (ISBN 978-2-9306-1854-8).
12. Barbecue royal, août 2014, MAD Fabrik.  (ISBN 978-2-7234-9976-7).
13. Toxic Affair, août 2015, MAD Fabrik.  (ISBN 978-2-7234-9977-4).
14. Fatal Attraction, août 2016, MAD Fabrik.  (ISBN 978-2-7234-9978-1).
15. Very Bad Trip, novembre 2016, MAD Fabrik.  (ISBN 978-2-7234-9979-8).
16. Aïe aïe eye, octobre 2017, MAD Fabrik.  (ISBN 978-2-7234-9980-4).
17. Dark Web, octobre 2018, MAD Fabrik.  (ISBN 978-2-7234-9981-1).
18. Bad Cave, octobre 2019, Dupuis.  (ISBN 979-1-0347-4357-5).
19. Beauty Trap, août 2020, Dupuis.  (ISBN 979-1-0347-4800-6).
20. Deep Impact, août 2021, Dupuis.  (ISBN 979-1-0347-5432-8).
21. Rap Incident,  août 2022, Dupuis.    (ISBN 979-1-0347-6296-5)
22. Road tripes, août 2023, Dupuis. NB, cet album contient des indices (chiffres) menant à une chasse au trésor qui a permis à un heureux gagnant de recevoir une statue en résine d'un Blork grandeur nature!
23. Rest in Pieces, septembre 2024, Dupuis.  (ISBN 978-2-8085-0502-4)

- Game Over The Origins, 2013, compilation de pages de Kid Paddle sur ce thème avant que la série ne soit créée
- Game Over Forever, 2012
- Game Over Attack of the Blorks, 2021, compilation de pages montrant des Blorks.

### Revues
Game Over est publié dans Le Journal de Spirou depuis 2003, à partir du no 3380.
La série a également été publiée dans Kid Paddle Magazine durant toute la période d'existence du journal.